# شهرستان تاسکولا (میشیگان)
شهرستان تاسکولا، میشیگان (به انگلیسی: Tuscola County, Michigan) یک سکونتگاه مسکونی در ایالات متحده آمریکا است که در میشیگان واقع شده‌است.